# Rachel Z

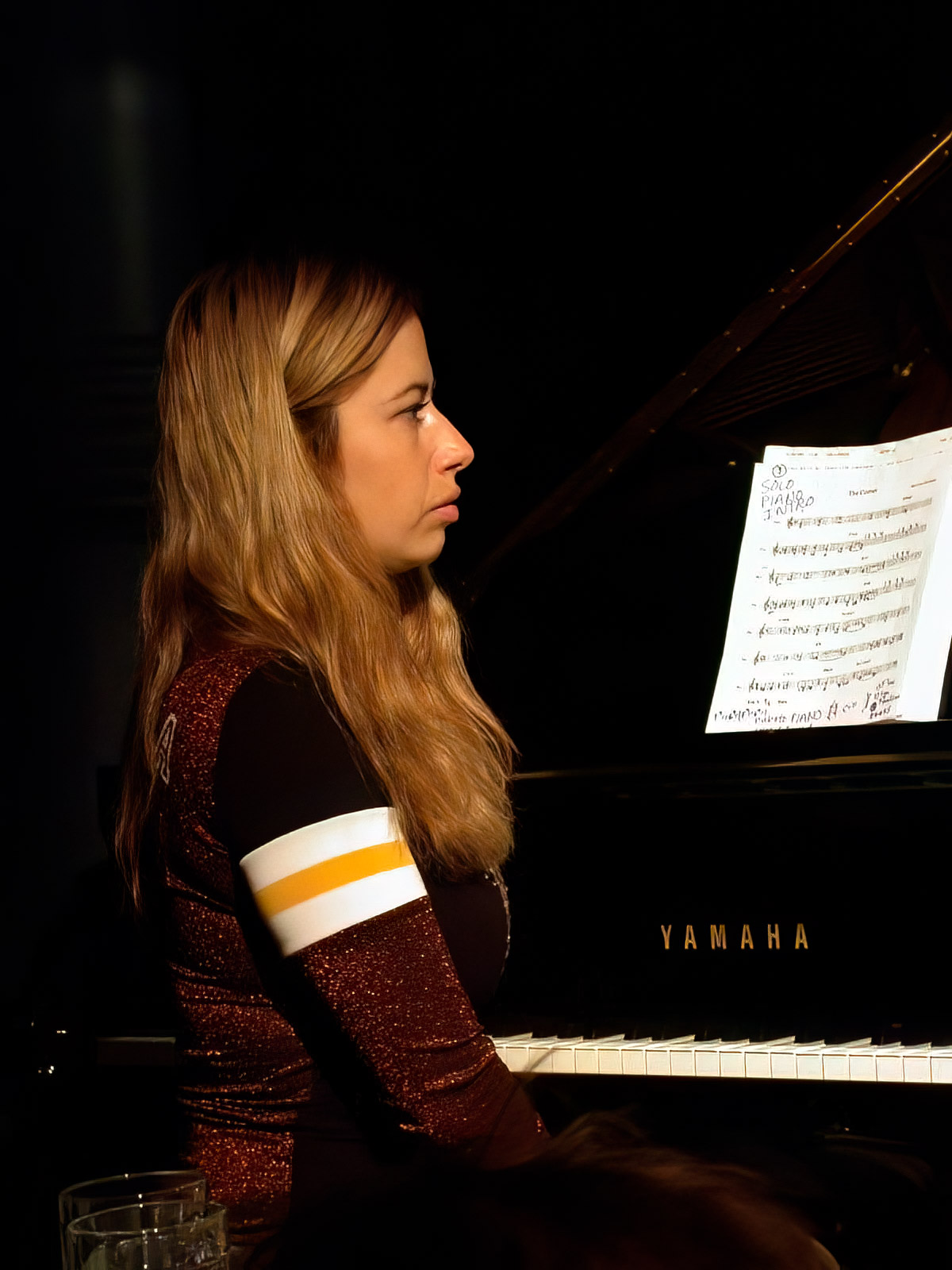
Rachel Z. in München (2002)

Rachel Z (eigentlich Rachel Carmel Nicolazzo, auch Rachel Z. Hakim; * 28. Dezember 1962 in Manhattan, New York City) ist eine US-amerikanische Jazzpianistin.

## Leben und Wirken
Rachel Z, Tochter einer Opernsängerin und eines Kunstmalers, wuchs mit italienischer Opernmusik auf. Bereits als Zweijährige erhielt sie Gesangsunterricht und mit sieben Jahren begannen die Klavierstunden. Ab dem vierzehnten Lebensjahr spielte sie gelegentlich Jazz, wobei sie die Musik von Miles Davis beeindruckte. 1979 absolvierte Rachel Z einen Sommerkurs am Berklee College of Music bei Joanne Brackeen und Richie Beirach, danach studierte sie von 1980 bis 1985 am New England Conservatory. Während ihres Studiums trat sie oft mit Bob Moses, Miroslav Vitouš und George Garzone auf, um dann bis 1987 in Boston eigene Gruppen zu leiten.
1988 zog Z nach New York zurück, wo sie bei Al Di Meola spielte, um dann 1988 Mitglied von Steps Ahead zu werden, wo sie ihren Künstlernamen annahm und zunächst bis 1996 blieb. Daneben arbeitete sie mit Musikern wie Larry Coryell, Angela Bofill und Mike Mainieri. 1995 wirkte sie entscheidend am Album High Life von Wayne Shorter mit, das mit einem Grammy ausgezeichnet wurde. 1999 beteiligte sie sich an einem Fusion-Jazz-Projekt von Stanley Clarke und Lenny White. 2010 gründete sie mit ihrem Mann Omar Hakim die Formation The Trio of OZ, mit der ein Album entstand; 2013–14 gehörte Rachel Z der Omar Hakim Experience an. 2019 leitete sie mit ihrem Mann die Gruppe Ozmosys, die (mit Kurt Rosenwinkel und Linley Marthe) auch in der Schweiz tourte.
Ebenfalls Synthesizer spielte Z bei Wayne Escoffery (Live at Firehouse 12, 2014). Außerdem tourte sie mit Terri Lyne Carrington (Love and Soul, Concord, 2015). Ebenfalls 2015 trat sie mit Neal Schon in Kanada auf. Rachel Z leitete neben einem eigenen Jazz-Trio auch die Rockband Peacebox. Zwischen 2002 und 2004 nahm sie an Peter Gabriels Growing Up Tour teil, die auf dem Livealbum Growing Up Live und dem gleichnamigen Konzertfilm dokumentiert sind. Sie ist außerdem auf Alben von Susan Weinert, Charnett Moffett und Bobby Watson zu hören.
Z lehrt seit 2000 als Hochschullehrerin im Jazzstudiengang der New School; seit 2022 ist sie auch Professorin an der Montclair State University.

## Diskographische Hinweise
- Yin Yang Steps Ahead, 1992
- Trust the Universe, 1993
- Highlife, 1995
- Room of One's Own, 1996
- Love Is the Power, 1998
- Vertu (mit Stanley Clarke und Lenny White) (Sony Music, 1999)
- On the Milkyway Express, 2000
- On The Milkyway Express: A Tribute to Wayne Shorter (Tone Center, 2000)
- Moon at the Window mit Patricia Deslauriers und Bobbie Rae, 2002
- First Time Ever I Saw Your Face, 2003
- Everlasting mit Tony Levin und Bobbie Rae, 2004
- Growing Up Live (DVD) von Peter Gabriel, (Real World, 2004)
- Grace, 2005
- Still Growing Up: Live & Unwrapped (DVD) von Peter Gabriel, (Real World, 2005)
- Mortal (ArtistShare) 2006
- Dept of Good and Evil (Savoy Jazz/WEA) 2007
- I Will Possess Your Heart (M&I Stereo Japan) 2009
- Growing Up Live (Audio) von Peter Gabriel, (Real World, 2019)
- Sensual, 2024

## Lexigraphische Einträge
- Richard Cook: Richard Cook's Jazz Encyclopedia. Penguin, London 2007, ISBN 978-0-141-02646-6.
- Martin Kunzler: Jazz-Lexikon. Band 2: M–Z (= rororo-Sachbuch. Bd. 16513). 2. Auflage. Rowohlt, Reinbek bei Hamburg 2004, ISBN 3-499-16513-9.